# Locomotive Breath
"Locomotive Breath" is een nummer van de Britse band Jethro Tull. Het nummer werd uitgebracht op hun album Aqualung uit 1971. Dat jaar werd het uitgebracht als de tweede en laatste single van het album.

## Achtergrond
"Locomotive Breath" bevat een lange, bluesachtige piano-introductie (vooral tijdens liveoptredens) en een fluitsolo door zanger en fluitist Ian Anderson. Het werd voor die tijd opgenomen op een ongewone manier: de meeste delen werden apart van elkaar opgenomen en het hele nummer werd samengesteld uit overdubs. Anderson speelde, naast de fluit, de bass drum, de hihat, de akoestische gitaar en deels de elektrische gitaar. Vervolgens speelde pianist John Evan zijn deel, gevolgd door de rest van de drums door Clive Bunker en de afmakende elektrische gitaar door Martin Barre. Vervolgens werden alle opnamen over elkaar heen gelegd, omdat Anderson het moeilijk vond om zijn ideeën over het nummer te communiceren naar de rest van de band.
"Locomotive Breath" was geen grote hit; bij de oorspronkelijke uitgave in 1971 wist het geen hitlijsten te bereiken, alhoewel in Nederland wel de vijfde plaats in de Tipparade heeft bereikt. Bij een heruitgave in 1976 bereikte het de 62e plaats in de Verenigde Staten. Desondanks is het een van de populairste nummers van Jethro Tull gebleken; zo staat het sinds het begin van de Radio 2 Top 2000 in 1999 elk jaar in de lijst, waarbij in 2001 met een 224e positie de hoogste notering werd bereikt.

## NPO Radio 2 Top 2000
| Nummer met noteringen in de NPO Radio 2 Top 2000 | '99 | '00 | '01 | '02 | '03 | '04 | '05 | '06 | '07 | '08 | '09 | '10 | '11 | '12 | '13 | '14 | '15 | '16 | '17 | '18 | '19  | '20  | '21  | '22  | '23  | '24  |
| ------------------------------------------------ | --- | --- | --- | --- | --- | --- | --- | --- | --- | --- | --- | --- | --- | --- | --- | --- | --- | --- | --- | --- | ---- | ---- | ---- | ---- | ---- | ---- |
| Locomotive Breath                                | 313 | 226 | 224 | 326 | 231 | 311 | 306 | 270 | 405 | 292 | 480 | 431 | 498 | 540 | 600 | 636 | 586 | 697 | 740 | 996 | 1012 | 1040 | 1135 | 1112 | 1269 | 1301 |

1. ↑  Een vetgedrukt getal geeft de hoogste notering aan.